# Exocentrus constricticollis
Exocentrus constricticollis là một loài bọ cánh cứng trong họ Cerambycidae.